# Давидівка (селище)
Дави́дівка — селище в Україні, в Хрустальненській міській громаді Ровеньківського району Луганської області. Населення становить 58 осіб. Орган місцевого самоврядування — Софіївська селищна рада.

## Історія
До 1917 — німецьке село в Катеринославській губернії, Слов'яносербський повіт, Іванівська волость; у радянський період — Ворошиловградська/Донецька область, Іванівський/Краснолуцький район. Землі 689 десятин. Мешканці: 94/87 німці (1926).
7 (20) листопада 1917 року, відповідно до Третього Універсалу Української Центральної Ради, увійшло до складу Української Народної Республіки.  